# 3 Faces
3 Faces (em persa: Se rokh – سه رخ) é um drama iraniano de 2018 dirigido por Jafar Panahi e estrelado por Behnaz Jafari e Panahi como eles mesmos. O filme foi produzido apesar da proibição de produção cinematográfica imposta a Panahi. Foi selecionado para concorrer à Palma de Ouro no Festival de Cinema de Cannes de 2018, vencendo o prêmio de melhor roteiro.

## Enredo
Behnaz Jafari, uma popular atriz iraniana, procura uma jovem garota (Marziyeh) no noroeste do Irã com seu amigo Jafar Panahi, um diretor, depois de ver um vídeo da garota pedindo ajuda para deixar sua família conservadora.
O filme tem a forma de um road movie, com grande parte dele se passando dentro e ao redor do SUV de Panahi. Vários encontros excêntricos acontecem na viagem, com personagens e tradições locais. Marziyeh, excluída da aldeia, acaba sendo descoberta morando com outra mulher mais velha que vive reclusa e que era atriz e foi igualmente excluída após anos de maus-tratos por diretores homens.

## Elenco
- Behnaz Jafari como ela mesmo
- Jafar Panahi como ele mesmo
- Marziyeh Rezaei
- Maedeh Erteghaei
- Narges Del Aram

## Produção
3 Faces foi o quarto filme de Jafar Panahi feito sob sua proibição de filmar de 20 anos imposta pelo governo do Irã, depois de This Is Not a Film, Closed Curtain e Taxi. É filmado em uma remota parte do Irã de língua turca (azeri), de onde os pais de Panahi são originários.
Por necessidade, a filmagem é muitas vezes "rude e improvisada", incluindo uma sequência de abertura filmada com um telemóvel.

## Recepção

### Resposta crítica
3 Faces tem uma taxa de aprovação de 98% no site agregador de críticas Rotten Tomatoes, com base em 102 avaliações, e uma classificação média de 7,9/10. O consenso crítico do site afirma: "Observacional, perspicaz e, em última análise, poderoso, 3 Faces adiciona outro capítulo silenciosamente instigante à filmografia do escritor e diretor Jafar Panahi". O Metacritic atribuiu ao filme uma pontuação média ponderada de 78 em 100, com base em 18 críticos, indicando críticas geralmente favoráveis.
A Variety descreve o filme como um "paradoxo envolvente", onde Panahi desloca a ênfase para "toda uma subclasse feminina iraniana" no que parece ser seu filme mais livre e "mais evasivo" desde sua proibição de produção cinematográfica. A crítica afirma que o filme é um "ato silenciosamente feroz de desafio cinematográfico".
O Los Angeles Times descreveu o filme como um "retrato multigeracional" com "sua poesia cotidiana, suas profundas reservas de mistério e suas ricas recompensas para um público de coração aberto".

### Prêmios e indicações
O filme foi selecionado para competir pela Palma de Ouro no Festival de Cinema de Cannes de 2018. Em Cannes, Panahi e o co-roteirista Nader Saeivar ganharam o prêmio de melhor roteiro.
O filme também ganhou o Prêmio Laranja de Ouro no Festival de Cinema de Antália, o Prêmio Douglas Sirk no Festival de Cinema de Hamburgo, e o Prêmio Leon Cakoff no Festival Internacional de Cinema de São Paulo.